# Вальдивія (провінція)
Провінція Вальдивія  (ісп. Provincia de Valdivia) — провінція в Чилі у складі регіону Лос-Ріос.
Включає 8 комун.
Територія — 10198 км². Населення — 290868 осіб (2017). Щільність населення — 28.52 чол./км².
Адміністративний центр - Вальдивія.

## Географія
Провінція розташована на півночі регіону Лос-Ріос.
Провінція межує:
- на півночі - провінція Каутин
- на сході — провінція Неукен (Аргентина)
- Півдні — провінція Ранко
- на заході — Тихий океан

## Адміністративний поділ
Провінція включає 8 комун:
- Вальдивія. Адмін.центр - Вальдивія.
- Корраль. Адмін.центр -  Корраль.
- Ланко. Адмін.центр — Ланко.
- Лос-Лагос. Адмін.центр -  Лос-Лагос.
- Марикіна. Адмін.центр - Марикіна.
- Мафіль. Адмін.центр - Мафіль.
- Паїльяко. Адмін.центр - Паїльяко.
- Пангіпульї. Адмін.центр - Пангіпульї.